# Bālū Qīyeh
Bālū Qīyeh (persiska: بالو قيه, Bāllūqīyeh) är en ort i Iran.   Den ligger i provinsen Ardabil, i den nordvästra delen av landet, 400 km nordväst om huvudstaden Teheran. Bālū Qīyeh ligger 1 566 meter över havet och antalet invånare är 133.
Terrängen runt Bālū Qīyeh är kuperad norrut, men söderut är den bergig. Terrängen runt Bālū Qīyeh sluttar norrut. Runt Bālū Qīyeh är det ganska tätbefolkat, med 58 invånare per kvadratkilometer. Närmaste större samhälle är Meshgīn Shahr, 14,2 km nordost om Bālū Qīyeh. Trakten runt Bālū Qīyeh består i huvudsak av gräsmarker.